# Kansas City Chiefs 1999
La stagione 1999 dei Kansas City Chiefs è stata la 30ª nella National Football League e la 40ª complessiva. 
La stagione iniziò con la promozione del coordinatore difensivo Gunther Cunningham a capo-allenatore dopo le dimissioni di Marty Schottenheimer. La squadra chiuse al secondo posto della AFC West con un record di 9-7.
Nell'ultima gara della stagione contro gli Oakland Raiders, ai Chiefs fu negata la partecipazione ai playoff e il titolo di division quando il kicker dei Raiders Joe Nedney segnò un field goal nei tempi supplementari. Quella partita fu anche l'ultima del linebacker futuro membro della hall of fame Derrick Thomas prima della sua morte l'8 febbraio 2000.

## Roster
| Roster dei Kansas City Chiefs nel 1999 |
| --- |
| Quarterback - 15 Todd Collins - 18 Elvis Grbac - 1 Warren Moon Running Back - 30 Donnell Bennett FB - 34 Mike Cloud - 39 Bam Morris - 49 Tony Richardson FB - 22 Rashaan Shehee Wide Receiver - 82 Derrick Alexander - 81 Kevin Lockett - 84 Joe Horn - 80 Larry Parker - 89 Andre Rison - 87 Tamarick Vanover Tight End - 88 Tony Gonzalez - 85 Mitch Jacoby - 83 Lonnie Johnson Offensive Linemen - 61 Tim Grunhard C - 62 Glenn Parker G - 66 Victor Riley T - 68 Will Shields G - 70 Marcus Spears T - 79 Dave Szott G - 76 John Tait T - 64 Ralph Tamm G Defensive Linemen - 71 Tom Barndt DT - 98 Eric Hicks DE - 75 Chester McGlockton DT - 91 Leslie O'Neal DE - 97 Ty Parten DE - 95 Derrick Ransom DT - 92 Dan Williams DT Linebacker - 59 Donnie Edwards - 55 Ron George - 57 Mike Maslowski - 51 Greg Manusky - 53 Marvcus Patton - 56 Gary Stills - 58 Derrick Thomas Defensive Back - 35 Larry Atkins FS - 26 Cris Dishman CB - 23 Carlton Gary CB - 40 James Hasty CB - 25 Reggie Tongue SS - 27 Bracy Walker SS - 44 Eric Warfield CB - 21 Jerome Woods FS Special Team - 13 Daniel Pope P - 10 Pete Stoyanovich K Lista delle riserve - 38 Kimble Anders RB (IR) - 93 John Browning DE (IR) |
| Legenda - I rookie sono in corsivo. - Il primo ruolo è il principale mentre gli eventuali successivi indicano i ruoli secondari. - (IR) sta per Injured Reserve ed indica la lista ristretta per un solo giocatore infortunato che può tornare ad allenarsi dopo la settimana 6 e a rientrare in prima squadra dopo che questa ha giocato 8 partite. - (NF-Inj.) / (NF-Ill.) stanno rispettivamente per Non-Football Injured e Non-Football Illness ed indicano le liste dove viene inserito un giocatore che ha un infortunio o una malattia non dipendente dal football americano. - (PUP) sta per Physically Unable to Perform ed indica la lista dove viene inserito un giocatore mentre è in attesa di recuperare la condizione fisica. Nella stagione regolare dopo la sesta partita giocata dalla propria squadra, il giocatore ha tempo tre settimane per riprendere ad allenarsi, più tre settimane aggiuntive dal suo rientro agli allenamenti per rientrare in prima squadra. |

## Calendario
| Stagione regolare |                    |                         |                    |                    |
| Turno             | Data               | Avversario              | Risultato          | Pubblico           |
| 1                 | 12 settembre 1999  | at Chicago Bears        | S 20–17            | 58,381             |
| 2                 | 19 settembre 1999  | Denver Broncos          | V 26–10            | 78,683             |
| 3                 | 26 settembre 1999  | Detroit Lions           | V 31–21            | 78,384             |
| 4                 | 3 ottobre 1999     | at San Diego Chargers   | S 21–14            | 58,099             |
| 5                 | 10 ottobre 1999    | New England Patriots    | V 16–14            | 78,636             |
| 6                 | Settimana di pausa | Settimana di pausa      | Settimana di pausa | Settimana di pausa |
| 7                 | 21 ottobre 1999    | at Baltimore Ravens     | V 35–8             | 68,771             |
| 8                 | 31 ottobre 1999    | San Diego Chargers      | V 34–0             | 78,473             |
| 9                 | 7 novembre 1999    | at Indianapolis Colts   | S 25–17            | 56,689             |
| 10                | 14 novembre 1999   | at Tampa Bay Buccaneers | S 17–10            | 64,927             |
| 11                | 21 novembre 1999   | Seattle Seahawks        | S 31–19            | 78,714             |
| 12                | 28 novembre 1999   | at Oakland Raiders      | V 37–34            | 48,632             |
| 13                | 5 dicembre 1999    | at Denver Broncos       | V 16–10            | 73,855             |
| 14                | 12 dicembre 1999   | Minnesota Vikings       | V 31–28            | 78,932             |
| 15                | 18 dicembre 1999   | Pittsburgh Steelers     | V 35–19            | 78,697             |
| 16                | 26 dicembre 1999   | at Seattle Seahawks     | S 23–14            | 66,332             |
| 17                | 2 gennaio 2000     | Oakland Raiders         | S 41–38            | 79,026             |

## Classifiche
| AFC West             |   |    |   |      |     |     |     |
|                      | V | S  | P | %    | PF  | PS  | STR |
| (3) Seattle Seahawks | 9 | 7  | 0 | .563 | 338 | 298 | S1  |
| Kansas City Chiefs   | 9 | 7  | 0 | .563 | 390 | 322 | S2  |
| San Diego Chargers   | 8 | 8  | 0 | .500 | 269 | 316 | V2  |
| Oakland Raiders      | 8 | 8  | 0 | .500 | 390 | 329 | V1  |
| Denver Broncos       | 6 | 10 | 0 | .375 | 314 | 318 | S1  |